# Mănăstirea Lepenac
Mănăstirea Lepenac (în sârbă Манастир Лепенац, cu alfabetul latin: Manastir Lepenac) este o mănăstire de călugări din secolul al XV-lea a Eparhiei din Kruševac a Bisericii Ortodoxe Sârbe. Este situată pe malul drept al râului Rasina, lângă satul Lepenac, Serbia, și se află la doar 700 de metri de drumul principal Brus-Kruševac. Mănăstirea poartă hramul Sfântului Ștefan și este una dintre cele mai mari și mai frumoase mănăstiri ale Școlii de arhitectură Morava (Moravska škola arhitekture) și, în general, din perioada sa.

## Istorie
Mănăstirea a fost ridicată de un ctitor necunoscut, iar construcția a avut loc de două ori. Bazele mănăstirii au fost puse în secolul al XIV-lea, dar, din cauza morții ctitorului, zidul bisericii a avut doar trei metri înălțime. După o scurtă perioadă, construcția mănăstirii a continuat, însă cu posibilități artistice și materiale modeste.

## Biserica mănăstirii

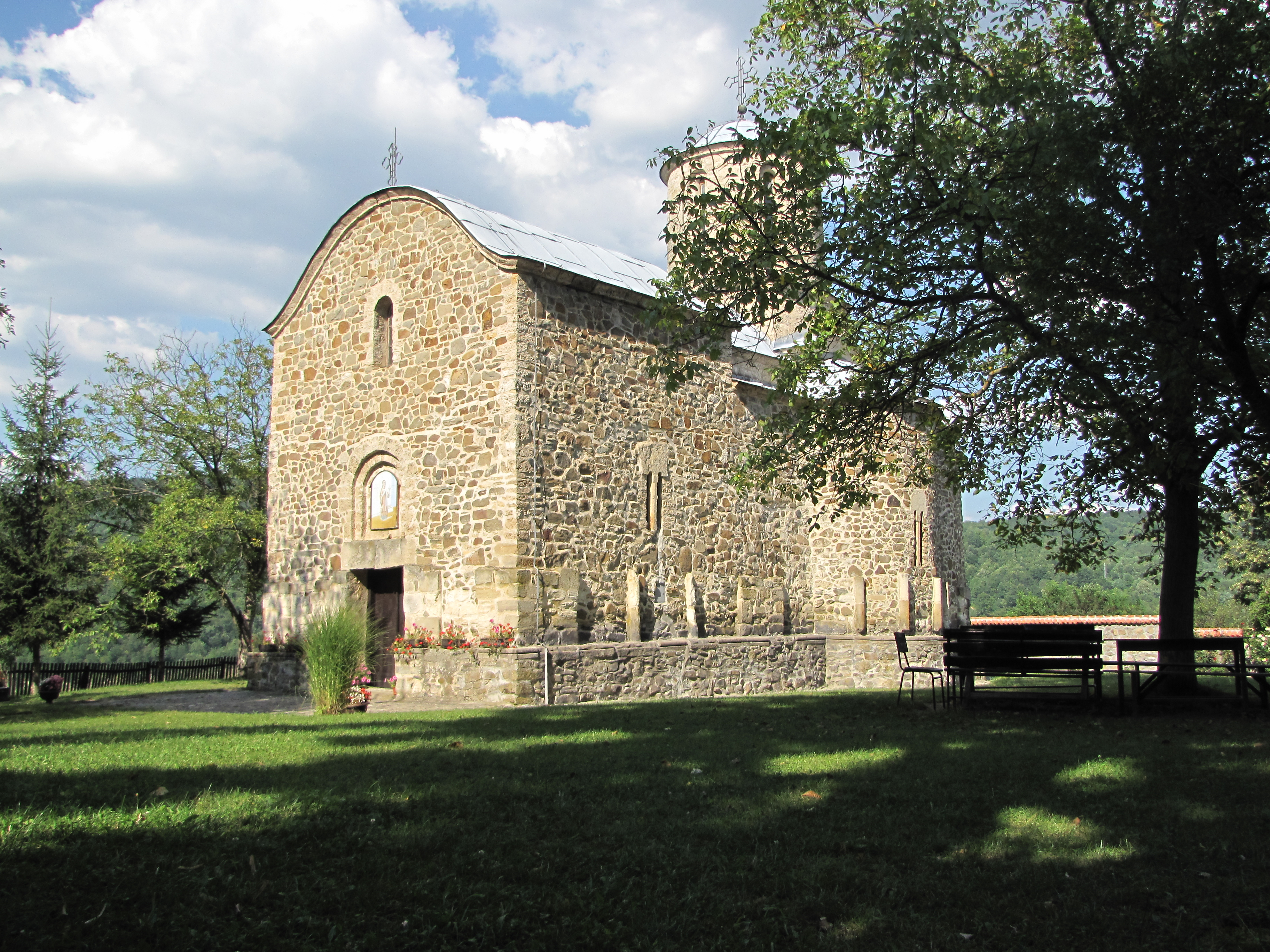
Mănăstirea Lepenac

Biserica mănăstirii avea o bază trikonchos compactă cu un pronaos și o cupolă care trebuia să se sprijine pe pilaștri. 
Toate absidele sale sunt cu mai multe fețe la exterior și semicirculare la interior. 
Cu o lungime de peste 20 de metri, este una dintre cele mai mari clădiri ale Școlii de arhitectură Morava. Metoda mai veche de zidărie după stilul școlii de arhitectură Morava s-a păstrat la o înălțime de aproximativ 2 m. 
Mănăstirea are o importanță mare pentru toată comuna Brus ca loc cultural, religios și turistic. De asemenea, mănăstirea a fost renovată de mai multe ori, iar ultima renovare majoră a avut loc în anii 1970.